# Philip Langat
Philip Kiprono Langat (23 april 1990) is een Keniaans atleet, die gespecialiseerd is in de lange afstand. Hij geniet in Nederland bekendheid wegens het winnen van verschillende grote wedstrijden, zoals de Bredase Singelloop (3x), de Parelloop (1x) en de Montferland Run (1x).

## Persoonlijke records
Baan
| Onderdeel | Prestatie | Datum         | Plaats |
| --------- | --------- | ------------- | ------ |
| 5000 m    | 14.37,0   | 17 april 2015 | Nakuru |
| 10.000 m  | 29.17,2   | 17 april 2015 | Nakuru |

Weg
| Onderdeel      | Prestatie | Datum             | Plaats     |
| -------------- | --------- | ----------------- | ---------- |
| 5 km           | 13.30     | 15 april 2017     | Boston     |
| 10 km          | 27.28     | 25 september 2011 | Utrecht    |
| 15 km          | 42.13     | 13 september 2015 | Kopenhagen |
| 10 Eng. mijl   | 45.47     | 2 september 2012  | Tilburg    |
| 20 km          | 56.54     | 13 september 2015 | Kopenhagen |
| halve marathon | 1:00.04   | 13 september 2015 | Kopenhagen |
| marathon       | 2:27.57   | 1 december 2013   | Libreville |

## Palmares

### 5 km
- 2015: 4e BAA in Boston - 13.32

### 10 km
- 2010: 4e Giro al Sas in Trento - 28.49,0
- 2011: 4e Parelloop - 28.14
- 2011:  Zwitserloot Dak Run in Groesbeek - 27.53,7
- 2011:  Oelder Sparkassen-City-Lauf - 27.49
- 2011:  Stadsloop Appingedam - 28.31,8
- 2011:  Singelloop Utrecht - 27.28
- 2012:  BAA in Boston - 27.52,5
- 2012:  Stadsloop Appingedam - 27.57
- 2012:  Singelloop in Utrecht - 28.22
- 2013:  Oelder Sparkassen Stadtlauf - 28.19
- 2013: 5e Stadsloop Appingedam - 28.36
- 2013: 5e Wiezo Run in Wierden - 28.34
- 2014:  Parelloop - 28.14
- 2014:  Stadsloop Appingedam - 28.10
- 2014:  Wiezo Run in Wierden - 28.32
- 2014:  Singelloop in Utrecht - 28.57
- 2015: 4e BAA in Boston - 28.27
- 2015:  Stadsloop Appingedam - 27.58
- 2015:  Giro Podistico Internazionale di Castelbuono - 30.34,6
- 2015:  Singelloop in Utrecht - 28.02
- 2016: 4e World's Best 10k - 28.00
- 2017:  World's Best 10K in San Juan - 28.21

### 15 km
- 2011:  Montferland Run - 42.33
- 2012:  Montferland Run - 42.26
- 2016: 4e Utica Boilermaker - 44.23

### 10 Eng. mijl
- 2012: 4e Tilburg Ten miles - 45.47

### halve marathon
- 2010:  halve marathon van Turijn - 1:03.27
- 2010:  halve marathon van Cremona - 1:02.52
- 2011:  Venloop - 1:02.32
- 2011: 5e halve marathon van Zwolle - 1:01.56
- 2011:  Bredase Singelloop - 1:01.58
- 2014:  halve marathon van Ras al-Khaimah - 59.52
- 2012:  Bredase Singelloop - 1:01.05
- 2014: 4e Bredase Singelloop - 1:01.22
- 2015: 6e halve marathon van Kopenhagen - 1:00.04
- 2015:  Bredase Singelloop - 1:01.06
- 2018: 11e halve marathon van Houston - 1:01.06
- 2019: 17e Bredase Singelloop - 1:07.06

### marathon
- 2013: 8e marathon van Libreville - 2:27.57

### veldlopen
- 2014: 5e Afrikaanse kamp. in Kampala - 35.20,4
- 2015: 12e WK in Guiyang - 36.05